# Clássico dos Milhões
O Clássico dos Milhões é o tradicional confronto entre os clubes de futebol brasileiro Flamengo e Vasco da Gama, ambos da cidade do Rio de Janeiro, capital do estado homônimo. É o clássico de maior rivalidade e mais popular na cidade e no estado, já que reúne as duas maiores torcidas cariocas. Também é considerado um dos maiores clássicos do país devido ao grande número de torcedores dos dois clubes que envolve todo o território brasileiro.
Esse é confronto futebolístico que mais aparece com públicos acima de 100 mil pessoas na história do futebol, além de ter a maior média de público da história do Campeonato Brasileiro. Além disso, está entre os dezessete clássicos mais antigos do futebol brasileiro, tendo sua primeira partida de futebol realizada em abril de 1923. Contudo, as origens do clássico remontam a década de 1900 nas competições de remo, mas com a ascensão à primeira divisão carioca do time de futebol do Vasco, o duelo passou a ser mais forte nessa modalidade desportiva.
No futebol, o duelo mais importante envolvendo os dois times foi a final da Copa do Brasil de 2006, vencida pelo Flamengo por 3–0 no placar agregado. A maior goleada do clássico pertence ao Vasco ao vencer o confronto por 7 a 0 durante o Campeonato Carioca de 1931.
A rivalidade também se faz presente em outras modalidades, como no basquete, natação, voleibol, judô, futebol de areia e futebol americano. Merecem destaque nesse contexto as finais do Campeonato Nacional de Basquete Masculino de 2000, e do  Campeonato Brasileiro de Clubes de Futebol de Areia de 2019, ambos vencidos pelo Vasco; e da Superliga Brasileira de Voleibol Feminino de 2000–01, vencida pelo Flamengo.

## História
São os únicos clubes cariocas com status de campeões da América do Sul durante o século XX.
Em campeonatos brasileiros, nunca decidiram uma final, mas já se enfrentaram nas quartas de final de 1983 (com vantagem para o Flamengo) e duas vezes em quadrangulares que valiam vaga para a final, tendo o Flamengo se classificado para a final em 1992 e o Vasco em 1997. Nas três vezes o vencedor do duelo veio a conquistar o torneio.
Um dos duelos mais marcantes da história do clássico, refere-se justamente à fase semifinal do Campeonato Brasileiro de 1992. Nesta fase, as oito equipes melhor classificadas na fase preliminar do Campeonato Brasileiro, foram divididas em 2 grupos de 4, com os vencedores de cada grupo fazendo a final. Flamengo e Vasco ficaram no mesmo grupo e se enfrentaram duas vezes naquela fase. O Flamengo era o atual campeão carioca, mas o Vasco possuía o time considerado mais forte, tendo terminado a primeira fase em primeiro lugar (fase em que venceu o Flamengo por 4–2). Entretanto, na fase decisiva em questão, predominou o Flamengo, liderado pelo veterano Júnior. O jogo do primeiro turno da fase semifinal terminou empatado em 1–1. O segundo jogo terminou com a vitória do Flamengo por 2–0. O Flamengo acabaria por se classificar para a final, onde venceria o, Botafogo, tornando-se campeão.
Outro duelo marcante da história do clássico refere-se à fase semifinal do Campeonato Brasileiro de 1997. Neste ano, a exemplo de 1992, as oito equipes melhor classificadas na fase preliminar do Campeonato Brasileiro, foram divididas em 2 grupos de 4, com os vencedores de cada grupo fazendo a final. Flamengo e Vasco ficaram novamente no mesmo grupo. O Vasco, que chegava motivado com um histórico de cinco anos sem perder para o Flamengo no campeonato nacional,  não conquistava a taça desde 1989. Por outro lado o Rubro-Negro chegava embalado para  coroar a boa fase com a quebra do tabu diante do cruz-maltino. O Vasco levava vantagem no confronto direto (venceu por 1–0 na primeira fase) e a partida do primeiro turno da fase semifinal terminou empatada por 1–1. Na partida válida pelo segundo turno na fase semifinal (tratava-se da penúltima  rodada), o Flamengo precisava vencer para ainda ter chances de classificação. O Vasco não se deixou levar pela vantagem do empate e, com grande atuação do jogador Edmundo, com 3 gols, goleou o Flamengo por 4–1. O Vasco chegaria à final contra o Palmeiras e se tornaria campeão. No Campeonato Brasileiro do ano anterior (1996), o Vasco aplicou o mesmo placar (4–1) sobre o Flamengo, também com três gols de Edmundo, um gol de Macedo (para o Vasco) e um gol de Bebeto, para o Flamengo. Naquela partida de 1996, Bebeto perdeu um pênalti, e foi ovacionado pelos vascaínos com coro "Bebeto é vascaíno", em referência às juras de amor que o atacante fez ao Vasco em sua primeira passagem pelo clube.

### Disputa direta de títulos
O Clássico dos Milhões foi o que mais decidiu Campeonatos Cariocas e turnos do mesmo, além de serem os maiores campeões invictos, tendo o Flamengo 7 títulos invictos, e o Vasco, 6.
Em Campeonatos Cariocas, um ficou na primeira e o outro na segunda colocação em 23 oportunidades, com ligeira vantagem para o rubro-negro: 13 títulos contra 10 dos cruz-maltinos. Destaca-se pelo Vasco da Gama o famoso título do Campeonato Carioca de 1958, conhecido também como Super Campeonato Carioca. O time do Vasco da Gama se consagraria campeão sobre o Flamengo nos anos de 1923, 1952, 1958, 1977, 1982, 1987, 1988, 1992, 1994 e 1998. Já o clube da Gávea viria a ser campeão sobre o rival nos anos de 1944, 1974, 1978, 1979, 1981, 1986, 1996, 1999, 2000, 2001, 2004, 2014 e 2019. 
Em finais programadas para serem finais a equipe rubro-negra foi campeã em 1981, 1986, 1999, 2000, 2001, 2004, 2014 e 2019, perdendo apenas em 1988. Em jogos decisivos que não eram oficialmente finais, mas valeram na prática como se fossem, deu Flamengo em 1944 e 1974, enquanto Vasco em 1958, 1982 e 1987; com exceção de 1944 (pontos corridos entre 10 times), os demais jogos decisivos foram em um triangular final.
Já na Taça Guanabara, ambos os rivais viriam a terminar nas duas primeiras colações da mesma competição em 12 oportunidades. Seriam 6 títulos rubro-negros (1973, 1979, 1982, 1988, 1996 e 1999) contra 6 títulos cruz-maltinos (1976, 1977, 1986, 1992, 1998 e 2003). Apenas 1982 teve final "genuína" (vencida pelo Flamengo), enquanto 1973 (F), 1976 (V), 1986 (V), 1992 (V), 1996 (F), 1998 (V), 1999 (F) e 2003 (V) foram jogos decisivos equivalentes a uma final: Flamengo 4–5 Vasco.
Outra taça viria a fazer sucesso e se fixar como o segundo turno do Campeonato Carioca a partir do ano de 1982, a Taça Rio. Nesta competição, flamenguistas e vascaínos ficaram nos dois primeiros lugares 8 vezes, com 4 títulos para cada um. Para o Vasco, os anos campeões sobre seu rival foram os de 1992, 1993, 1999 e 2001. Já para o Flamengo, o êxito ocorreu nos anos de 1996, 2000, 2011 e 2019. Em 2011 e 2019 teve-se finais "genuínas" (vencidas pelo Flamengo), já jogos decisivos equivalentes foram 1996 (título do Flamengo) e 1999 (título do Vasco).
Lembrar-se-á porém da final do segundo turno de 1977, vencida pelo Vasco (jogo desempate, uma vez que os dois empataram no número de pontos), e ao jogo decisivo de 1978, vencido pelo Flamengo, antes da denominação "Taça Rio", com ambas ocasiões findando em título direto ao seu respectivo vencedor, já que também venceram o primeiro turno.
Em 1975, os times fizeram uma final "genuína" do terceiro turno, com vitória vascaína por 1–0. Em 1988, os times disputaram um jogo decisivo que rendeu o título de um terceiro turno, com vitória vascaína por 3–1.
Na copa estadual, a Copa Rio, os times se enfrentaram na final da edição de 1993, com sucesso para a equipe vascaína: 3–0 no agregado. Foi a primeira e ao momento última final que o Vasco venceu o Flamengo após a final do Campeonato Carioca de 1988, não considerando jogos decisivos de turnos. Na final do Campeonato da Capital daquele ano, fase anterior ao mata-mata quadrangular da Copa Rio, o Flamengo venceu o Vasco. No Campeonato da Capital da Copa Rio de 1991, o Flamengo venceu o Vasco em jogo decisivo, ficando com o título.
No Torneio Municipal de Futebol do Rio de Janeiro, 1947, o Vasco levou o título, enquanto Flamengo dividiu o vice com o Botafogo. No Torneio Relâmpago, 1943, o Fla teve mais êxito, com os cruz-maltinos dividindo o vice com Fluminense e América. No Torneio Início do Campeonato Carioca, este com finais, teve Fla campeão e Vasco vice em 1952, já o inverso aconteceu em 1926 e 1944.
No Torneio Rio-São Paulo de 1958, os cruz-maltinos empataram na penúltima rodada por 1–1 contra os rubro-negros, e no último jogo, no dia seguinte a uma derrota do Fla perante o Corinthians, para o Vasco bastava um empate, que acabou ganhando por 5–1 da Portuguesa e sendo campeão, com o rival carioca tendo ficado em segundo.
Na Copa do Brasil de 2006, os clubes se enfrentaram pela primeira vez em uma final nacional. O Flamengo venceu as duas partidas, a primeira por 2–0 e a segunda por 1–0, e com o placar de 3–0 no agregado, se sagrou bicampeão da Copa do Brasil em cima de seu rival.

### Estatísticas de decisões de títulos (finais e jogos decisivos)
Não são consideradas finais de taças ou campeonatos de cunho amistoso.
Jogo decisivo é um jogo de pontos corridos que na prática funciona como uma final, assim entendido apenas quando a vitória for suficiente para ser campeão (mesmo que um dois jogue na "vantagem do empate"), independentemente dos resultados de outros times.
- Competições:

| Competição                | Edições | Títulos do Flamengo | Títulos do Vasco da Gama |
| ------------------------- | ------- | ------------------- | ------------------------ |
| Campeonato Carioca        | 14      | 10                  | 4                        |
| Copa do Brasil            | 1       | 1                   | 0                        |
| Copa Rio                  | 1       | 0                   | 1                        |
| Torneio Início do Carioca | 3       | 1                   | 2                        |
| Total                     | 19      | 12                  | 7                        |

- Turnos:

| Turno                       | Edições | Títulos do Flamengo | Títulos do Vasco da Gama |
| --------------------------- | ------- | ------------------- | ------------------------ |
| 1º turno do Carioca         | 9       | 4                   | 5                        |
| 2º turno do Carioca         | 6       | 4                   | 2                        |
| 3º turno do Carioca         | 2       | 0                   | 2                        |
| Grupo/Campeonato da Capital | 2       | 2                   | 0                        |
| Total                       | 19      | 10                  | 9                        |

- Soma ambas tabelas:
  - Flamengo: 22
  - Vasco: 16

## Estádios
De acordo com O Globo, até 24 de outubro de 2010, o clássico já havia sido disputado em 26 estádios diferentes.
O Estádio Jornalista Mário Filho, mais conhecido como Maracanã, é um dos estádios que mais marcou a disputa entre rubro-negros e cruz-maltinos, tendo recebido mais de 250 jogos do clássico carioca. A primeira partida do clássico no estádio apelidado de "templo do futebol" foi realizada em setembro de 1950, com vitória vascaína por 2–1. Contudo, foi apenas a partir da década de 1970 que o estádio começou a ganhar mais visibilidade no duelo entre ambos. Em 1974, ano em que o Vasco se tornou o primeiro clube do Rio de Janeiro a vencer o Campeonato Brasileiro, o Flamengo arruinou a chance de um ano perfeito para os rivais ao empatar por 0–0 diante de mais de 165 mil pessoas no triangular final que decidiu o título carioca daquele ano, a partida no Maracanã também seria o primeiro de muitos duelos entre Zico e Roberto Dinamite, que se sagrariam ao longo da década como os maiores ídolos de cada clube. O estádio foi palco de outros momentos histórias no clássico; entre eles, a vitória flamenguista por 3–1 no Campeonato Carioca de 1976, partida que teve o maior público da história do confronto e um dos maiores públicos da história do estádio, com quase 175 mil presentes, e o hat-trick de Edmundo na vitória por 4–1 do Vasco na fase semifinal do Campeonato Brasileiro de 1997, em que ele se tornou o maior artilheiro em uma só edição do campeonato e foi determinante para a ida dos cruzmaltinos a final, que resultaria no tricampeonato, a derrota foi uma marca da hegemonia vascaína perante os rival estadual na década de 1990.
O Estádio Vasco da Gama, mais conhecido como São Januário, também marcou duelos importantes no clássico dos milhões. A maior goleada da história do confronto ocorreu no estádio, os vascaínos venceram os flamenguistas por 7–0 em partida válida pelo Campeonato Carioca de 1931, o jogo contou com uma grande atuação de Russinho, que marcou um poker-trick, e ficou marcado como uma das grandes atuações de um dos melhores elencos da história do clube. Os vascaínos ainda teriam a felicidade de vencer os rivais dentro de casa em 21 de agosto de 1949, dia em que o clube completava 51 anos desde a criação, o primeiro tempo havia terminado em 2 a 0 para os rubro-negros, os cruz-maltinos revidaram e a partida terminou em 5–2 para os donos da casa, a derrota causou uma grande crise na equipe da Gávea, o Flamengo vivia um jejum de mais de quatro anos sem derrotar o Vasco, jejum esse que seria prolongado até 1951. Apesar de diversas vitórias, uma grande derrota do clube com origens portuguesas ocorreu em São Januário no ano de 1939, o Flamengo venceu o Vasco por 6–4 no clássico dos milhões com o maior número de gols da história, a derrota representou o fim do jejum de quatorze anos sem títulos estaduais para os flamenguistas e o retorno da hegemonia rubro-negra no estado durante o início da década de 1940.

## Estatísticas

### Números totais
Último jogo considerado: Vasco 0–0 Flamengo, 19 de abril de 2025, Campeonato Brasileiro.
| Estatísticas                |                            |
| Número de jogos             | 428                        |
| Vitórias do Flamengo        | 167                        |
| Vitórias do Vasco           | 139                        |
| Empates                     | 122                        |
| Número de gols              | 1095                       |
| Gols marcados pelo Flamengo | 570                        |
| Gols marcados pelo Vasco    | 531                        |
| Artilheiro do Flamengo      | Zico (19 gols)             |
| Artilheiro do Vasco         | Roberto Dinamite (27 gols) |

### Principais competições
Pelo Campeonato Brasileiro Unificado, foram disputadas 68 partidas, com 26 vitórias do Flamengo, 18 do Vasco, e 25 empates. O Flamengo marcou 92 gols, e o Vasco marcou 75.
Pela Copa do Brasil, foram 4 jogos, com 2 vitórias do Flamengo, 1 do Vasco, e 1 empate. O Flamengo marcou 4 gols, e o Vasco marcou 2.
Pelo Campeonato Carioca, foram 249 jogos, sendo 101 vitórias do Flamengo, 80 do Vasco, e 68 empates. O Flamengo fez 334 gols, e o Vasco fez 305.
Pelo Torneio Rio-São Paulo, foram 19 jogos, com 7 vitórias do Flamengo, 4 do Vasco, e 8 empates. O Flamengo fez 26 gols, e o Vasco fez 18.

### Séries
A maior série invicta é vascaína, com 23 partidas (16 vitórias e 7 empates) entre 13 de maio de 1945 e 25 de março de 1951, enquanto a maior série invicta rubro-negra é de 17 partidas (8 vitórias e 9 empates) entre 25 de fevereiro de 2017 e 4 de fevereiro de 2021.
A maior série de vitórias é vascaína, com 10 vitórias entre 19 de julho de 1947 e 13 de novembro de 1949, enquanto a maior série de vitórias rubro-negra é de 5 vitórias entre 16 de setembro de 1990 e 24 de novembro de 1991. Já maior série de empates é de 6 jogos entre 28 de outubro de 2017 e 31 de março de 2019.

### Goleadas
A maior goleada é do Vasco, com uma vitória de 7–0 sobre o Flamengo, em 26 de abril de 1931, válido pelo Campeonato Carioca. A maior goleada do Flamengo ocorreu em 2 de junho de 2024, ao vencer o Vasco pelo placar de 6–1, válido pelo Campeonato Brasileiro. A partida com mais gols foi a vitória rubro-negra por 6–4, em 17 de março de 1939, válida como um amistoso.

### Principais estádios
O Estádio do Maracanã foi o mais utilizado, com 286 partidas, 114 vitórias do Flamengo, 83 vitórias do Vasco e 89 empates, 363 gols a favor do Flamengo e 317 a favor do Vasco.
No Estádio de São Januário foram 40 partidas, com 17 vitórias do Vasco, 13 do Flamengo e 10 empates, 72 gols a favor do Vasco e 57 a favor do Flamengo.
No Estádio da Gávea foram 15 partidas, com 7 vitórias do Flamengo, 7 do Vasco e 1 empate, 26 gols a favor do Flamengo e 23 gols a favor do Vasco.
No Estádio da Rua Paysandu foram 10 partidas, com 6 vitórias do Vasco, 3 do Flamengo e 1 empate, 17 gols a favor do Vasco e 13 a favor do Flamengo.
No Estádio de Laranjeiras foram 24 partidas, com 9 vitórias do Flamengo, 9 do Vasco e 6 empates, 43 gols a favor do Flamengo e 41 a favor do Vasco.
No Estádio do Engenhão foram 14 partidas, com 7 vitórias do Flamengo, 2 do Vasco e 5 empates, 20 gols a favor do Flamengo e 13 a favor do Vasco.

## Confrontos

### Primeiro confronto
| 26 de março de 1922              | Flamengo | 1 – 0 | Vasco da Gama | Estádio das Laranjeiras, Rio de Janeiro |
| Torneio Início do Rio de Janeiro | Segreto  |       |               |                                         |

### Maiores goleadas
- Do Vasco sobre o Flamengo:

| 26 de abril de 1931 | Vasco da Gama                                                      | 7 – 0 | Flamengo | Estádio São Januário, Rio de Janeiro |
| Campeonato Carioca  | Russinho 5', 30', 59', 60' · Mário Mattos 27', 34' · Sant'Anna 49' | Fonte |          |                                      |

- Do Flamengo sobre o Vasco:

| 2 de junho de 2024    | Vasco da Gama | 1 – 6 | Flamengo                                                                                     | Estádio do Maracanã, Rio de Janeiro                  |
| Campeonato Brasileiro | Vegetti 8'    | Fonte | Everton 27' · Pedro 32' · David Luiz 42' · Arrascaeta 50' · Bruno Henrique 72' · Gabriel 88' | Público: 62 228 Árbitro: SC Bráulio da Silva Machado |

### Últimos confrontos
| 19 de março de 2023 | Vasco da Gama | 1 – 3 | Flamengo                                  | Estádio do Maracanã, Rio de Janeiro               |
| Campeonato Carioca  | Capasso 28'   | Fonte | Pedro 15', 81' (pen) · Ayrton Lucas 90+1' | Público: 49 779 Árbitro: RJ Bruno Arleu de Araújo |

| 5 de junho de 2023    | Vasco da Gama   | 1 – 4 | Flamengo                                                 | Estádio do Maracanã, Rio de Janeiro                  |
| Campeonato Brasileiro | Jair 57' (pen.) | Fonte | Pulgar 13' · Gerson 15' · Pedro 41' · Ayrton Lucas 45+1' | Público: 46 423 Árbitro: SC Bráulio da Silva Machado |

| 22 de outubro de 2023 | Flamengo   | 1 – 0 | Vasco da Gama | Estádio do Maracanã, Rio de Janeiro       |
| Campeonato Brasileiro | Gerson 75' | Fonte |               | Público: 69 473 Árbitro: SP Raphael Claus |

| 4 de fevereiro de 2024 | Vasco da Gama | 0 – 0 | Flamengo | Estádio do Maracanã, Rio de Janeiro                        |
| Campeonato Carioca     |               | Fonte |          | Público: 56 318 Árbitro: RJ Wagner do Nascimento Magalhães |

| 2 de junho de 2024    | Vasco da Gama | 1 – 6 | Flamengo                                                                                     | Estádio do Maracanã, Rio de Janeiro                  |
| Campeonato Brasileiro | Vegetti 8'    | Fonte | Everton 27' · Pedro 32' · David Luiz 42' · Arrascaeta 50' · Bruno Henrique 72' · Gabriel 88' | Público: 62 228 Árbitro: SC Bráulio da Silva Machado |

| 15 de setembro de 2024 | Flamengo   | 1 – 1 | Vasco da Gama         | Estádio do Maracanã, Rio de Janeiro       |
| Campeonato Brasileiro  | Gerson 71' | Fonte | Philippe Coutinho 86' | Público: 63 830 Árbitro: SP Raphael Claus |

| 15 de fevereiro de 2025 | Flamengo                               | 2 – 0 | Vasco da Gama | Estádio do Maracanã, Rio de Janeiro                        |
| Campeonato Carioca      | Bruno Henrique 30' (pen) · Everton 88' | Fonte |               | Público: 44 543 Árbitro: RJ Wagner do Nascimento Magalhães |

| 1 de março de 2025 | Vasco da Gama | 0 – 1 | Flamengo           | Estádio Nilton Santos, Rio de Janeiro             |
| Campeonato Carioca |               | Fonte | Bruno Henrique 66' | Público: 10 966 Árbitro: RJ Bruno Arleu de Araújo |

| 8 de março de 2025 | Flamengo                             | 2 – 1 | Vasco da Gama    | Estádio do Maracanã, Rio de Janeiro                        |
| Campeonato Carioca | Bruno Henrique 34' · Luiz Araújo 68' | Fonte | Nuno Moreira 21' | Público: 55 096 Árbitro: RJ Wagner do Nascimento Magalhães |

| 19 de abril de 2025   | Vasco da Gama | 0 – 0 | Flamengo | Estádio do Maracanã, Rio de Janeiro       |
| Campeonato Brasileiro |               | Fonte |          | Público: 37 007 Árbitro: SP Raphael Claus |

## Maiores públicos
- Públicos presentes conhecidos.

1. Flamengo 3–1 Vasco, 174 770, 4 de abril de 1976, Campeonato Carioca
2. Flamengo 0–0 Vasco, 165 358, 22 de dezembro de 1974, Campeonato Carioca
3. Flamengo 2–1 Vasco, 161 989, 6 de dezembro de 1981, Campeonato Carioca
4. Flamengo 0–0 Vasco, 160 342, 19 de agosto de 1973 (*), Campeonato Carioca
5. Flamengo 2–1 Vasco, 155 098, 1 de maio de 1968 (*), Campeonato Carioca
6. Flamengo 0–0 Vasco, 152 059, 28 de setembro de 1977, Campeonato Carioca
7. Flamengo 0–3 Vasco, 134 787, 24 de abril de 1977, Campeonato Carioca
8. Flamengo 1–1 Vasco, 133 444, 13 de junho de 1976 (*), Campeonato Carioca
9. Flamengo 1–1 Vasco, 131 256, 8 de junho de 1969 (*), Campeonato Carioca
10. Flamengo 1–1 Vasco, 130 901, 17 de janeiro de 1959, Campeonato Carioca
11. Flamengo 0–1 Vasco, 125 988, 7 de agosto de 1975, Campeonato Carioca
12. Flamengo 1–1 Vasco, 123 063, 7 de outubro de 1956, Campeonato Carioca
13. Flamengo 2–1 Vasco, 122 596, 15 de abril de 1979, Campeonato Carioca
14. Flamengo 0–0 Vasco, 122 481, 19 de setembro de 1982, Campeonato Carioca
15. Flamengo 1–1 Vasco, 121 353, 8 de maio de 1983, Campeonato Brasileiro
16. Flamengo 0–2 Vasco, 121 093, 20 de abril de 1986, Campeonato Carioca
17. Flamengo 4–1 Vasco, 121 007, 10 de janeiro de 1954, Campeonato Carioca
18. Flamengo 0–0 Vasco, 120 655, 17 de setembro de 1978 (*), Campeonato Carioca
19. Flamengo 1–0 Vasco, 120 433, 3 de dezembro de 1978, Campeonato Carioca
20. Flamengo 3–2 Vasco, 115 943, 28 de outubro de 1979, Campeonato Carioca

(*) Rodada dupla.

## Rivalidade em títulos no futebol masculino adulto
Sobre os títulos dos quatro grandes clubes cariocas, ver Os quatro grandes do Rio de Janeiro.
Em meados do ano de 2001, quando do final da fase mais áurea da história do Vasco da Gama, ocorrida entre 1997 e 2001, ambos os clubes ombreavam em número de conquistas oficiais relevantes. Com o conquista da Copa João Havelange, o Vasco ostentava 4 títulos da Série A do Campeonato Brasileiro de Futebol, em cotejo a 4 ou 5 do Flamengo (dependendo da interpretação que se atribua à Copa União de 1987), possuindo o Flamengo àquela altura 1 título da Copa do Brasil de Futebol. Em títulos interestaduais oficiais, o Vasco detinha 3 títulos do Torneio Rio–São Paulo, em comparação a 1 do Flamengo. Em termos de relevantes conquistas internacionais, ambos os clubes possuíam 1 título da Copa Libertadores, 1 título da Copa Mercosul, possuindo o Flamengo 1 título da Copa Intercontinental (título mundial de clubes de sua época, que cumpria o papel cumprido hoje pela Copa do Mundo de Clubes da FIFA) e o Vasco 1 título do Campeonato Sul-Americano de Campeões de 1948 (título sul-americano de clubes de sua época, que cumpria o papel cumprido hoje pela Copa Libertadores); possuía o Vasco ainda o título do  Torneio Octogonal Rivadávia Corrêa Meyer, competição organizada pela CBD em 1953, e da qual o Flamengo igualmente postulou participar. Em termos de títulos oficiais mas de impacto relativamente menor, o Flamengo ostentava a Copa de Ouro Nicolás Leoz e o Vasco o Torneio João Havelange. No que diz respeito ao Campeonato Carioca de Futebol, o Flamengo possuía 27 conquistas em cotejo a 21 do Vasco, diferença que era diminuída quando se se levassem em consideração as competições estaduais oficiais do passado, como o Torneio Municipal, o Torneio Relâmpago, Copa Rio e Taça Guanabara. 
Após 2001, o Vasco sofreu acentuado declínio em termos de conquistas de títulos, havendo o Flamengo experimentado períodos de auge em termos de aquisição de títulos, como 2007-2009 e 2019-2023, de modo que a diferença de estatura dos 2 clubes, em termos de conquistas de títulos oficiais, se tornou acentuada, conforme se pode observar na lista de títulos oficiais presente em Os quatro grandes do Rio de Janeiro

### Confrontos em torneios amistosos
Títulos em competições amistosas com a participação de ambos os clubes.
| Títulos amistosos                                                                                         | Flamengo | Vasco da Gama |
| --- | -------- | ------------- |
| Torneio Luiz Aranha (1940)                                                                                | 0        | 1             |
| Quadrangular Internacional do Rio de Janeiro (1953)                                                       | 0        | 1             |
| Torneio Quarto Centenário do Rio de Janeiro (1965)                                                        | 0        | 1             |
| Torneio José Fernandes (1980)                                                                             | 0        | 1             |
| Torneio João Havelange (1981)                                                                             | 0        | 1             |
| Torneio Heleno Nunes (1976)                                                                               | 0        | 1             |
| Torneio Internacional de Verão Sul-Americano (1961)                                                       | 1        | 0             |
| Torneio Internacional de Verão do Rio de Janeiro (1970 e 1972)                                            | 2        | 0             |
| Torneio Gilberto Alves (1965)                                                                             | 1        | 0             |
| Torneio Super Series                                                                                      | 1        | 0             |
| Torneio Gilberto Cardoso (1955)                                                                           | 1        | 0             |
| Títulos amistosos apenas com os dois clubes como participantes (jan/1967, jan/1973, jun/1973 e fev/1975). | 2        | 2             |
| Total | 8        | 8             |

## Publicações
- ASSAF, Roberto e MARTINS, Clóvis. Flamengo x Vasco - O Clássico de Milhões. Relume Dumará; 1999.